# Lilangeni
lilangeni (flertal: emalangeni) er valutaen i Swaziland. lilangeni er underinddelt i 100 cents. ISO 4217-koden for lilangeni er SZL.
Swaziland er i møntunionen Common Monetary Area (CMA) med Sydafrika, Lesotho og Namibia, og lilangeni er låst til sydafrikanske rand, lesothiske loti og namiske dollar i forholdet 1:1.
Lilangeni blev indført i 1974. Før da brugtes rand, som fortsat også er gyldigt betalingsmiddel i Swaziland (det gjaldt dog ikke formelt i perioden 1986-2003).